# Записки добровольця (книга)
«Записки добровольця» — книга українського письменника Олександра Закерничного, яка видана у 2024 році київським видавництвом "Сітон". 2024 року книга стала дипломантом Всеукраїнського конкурсу "Українська мова — мова єднання" у номінації "Рубежі подвигів і безсмертя".

Обкладинка книги «Записки добровольця»

## Зміст

### Анотація
«Записки добровольця» за змістовним наповненням — це збірка оповідань з життя в жанрі автофікшн (воєнна проза). Про події, що відбувалися з автором на війні протягом 2022-2023 років. Усі герої цієї книги — цілком реальні люди, які переходять з історії в історію. Божевільні події, філософські відступи, фантастичні образи, вишукані метафори й відмінне почуття гумору та самоіронії — тут є все, що так приваблює у творах Олександра Закерничного. 

### Задум
Ідея книги — показати Україну у війні такою, якою її бачить кожен з нас. Як то кажуть, з перших вуст. Розповідь про життя на війні, яким воно є, без ретуші та пафосу, але під трохи незвичним кутом та з чудовим почуттям гумору.

## Відзнаки
•	2024 — диплом загальнонаціонального конкурсу "Українська мова — мова єднання", номінація "Рубежі подвигів і безсмертя" (Посмертно).

## Видання книги
- Закерничный А. Записки добровольца — К.:Сітон, 2023, 260 с.
- Закерничний О. Записки добровольця. — К.:Сітон, 2024, 263 с. ISBN 978-966-2724-43-1, переклад з рос. Світлани Шевченко.

## Постановка
- У жовтні 2024 року відбулася прем'єра вистави «Записки добровольця» режисера Стасі Волошиної (Одеса: театральна лабораторія «Воля»).